# Cees van der Aa
Cornelis (Cees) Johannes van der Aa (Almelo, 14 juli  1883 – aldaar, 31 juli 1950) was een Nederlands kunstschilder en kunsthandelaar.
Cees van der Aa studeerde in Italië, Duitsland, Zwitserland en Oostenrijk. Hij ontwikkelde een stijl in de traditie van de schilders van de Haagse School. Hij woonde en werkte in Almelo, waar hij aan de Grotestraat een kunsthandel dreef (tegenwoordig is daar de zaak van Blokker gevestigd). Hij werd de schilder van Almelo en de heidelandschappen eromheen, maar schilderde ook stillevens. Hij geldt als een epigoon van de Haagse school.
- Biografisch Portaal: 14028079
- RKD-Nederlands Instituut voor Kunstgeschiedenis: 2
- Union List of Artist Names: 500153340
- Virtual International Authority File: 96658483